# Таймер (Інформатика)

Табло з таймером

Таймер (від англ.  Timer) — у інформатиці засіб забезпечення затримок і виміру часу засобами комп'ютера.
Головною характеристикою таймера є його точність — мінімально гарантовано витримуваний інтервал часу. За цим параметром таймери поділяють на:
- малоточні (похибка вимірювання може досягати 0,1 с);
- точні (похибка вимірювання не перевищує 0,001 с);
- надточні (похибка вимірювання не перевищує 10−6 c).

Існує два види таймерів:
- апаратні таймери функціонують незалежно від центрального процесора та в момент спрацьовування генерують переривання;
- програмні таймери реалізуються шляхом виконання в циклі заданої кількості однакових «порожніх» операцій. При фіксованій частоті роботи процесора це дозволяє точно визначати час, що минув. Головними мінусами такого методу є залежність кількості ітерацій циклу від типу та частоти процесора та неможливість виконання інших операцій під час затримки.